# SD24型柴油机车
SD24型柴油机车是美国通用汽车易安迪公司（GM-EMD）在1958年推出的一款柴油机车，属于易安迪公司的“SD”系列六轴干线调车机车。

## 开发背景
1950年代，易安迪公司推出多款GP系列（四轴）及SD系列（六轴）干线调车机车，包括1500马力的GP7、SD7型柴油机车，以及1750马力的GP9、SD9型柴油机车，这些机车都是装用机械增压的易安迪567系列二冲程柴油机。当时的干线柴油机车已经出现了提高单机功率的发展趋势，尤其涡轮增压技术在四冲程柴油机上的成功应用，使四冲程柴油机的功率和燃油经济性都得到了大幅度的提升。易安迪公司为了保持自己在市场上的竞争力，亦希望在567系列柴油机应用废气涡轮增压，但由于二冲程柴油机在起动及低负荷时的废气能量不足以推动增压器当中的压气机，易安迪为此设计出带有超速离合器的涡轮驱动装置。1958年，采用涡轮增压的16-567D3型柴油机研制成功，额定功率大幅提升至2,400马力。同年，易安迪公司向市场推出装用这款柴油机的SD24型柴油机车。
SD24型柴油机车是干线货运用的六轴柴油机车，采用单司机室、底架承载结构、双侧外走廊的罩式车体，车体上部自前向后由电气室、司机室、动力室、冷却室四部分组成，其中电气室一端称为短罩端，动力室和冷却室一端称为长罩端。通风冷却系统亦有所改良，供电气设备冷却用的空气均经空气滤清器吸入，并使机械间维持微正压以减少尘埃积聚。机车走行部沿用SD7、SD9型柴油机车的“Flexicoil”转向架，二系悬挂采用扰度较大的螺旋圆弹簧，以改善机车的运行品质和线路适应性。动力装置为16气缸、二冲程、涡轮增压的16-567D3型柴油机，装车功率为2,400马力。传动系统采用直—直流电传动，柴油机直接驱动一台D22型直流发电机，发出的直流电供给六台D47型直流牵引电动机。牵引电动机采用轴悬式驱动方式，牵引齿轮传动比为4.13（62：15）。
1958年7月至1963年3月间，易安迪共制造了224台SD24型柴油机车，其中包括45台没有司机室的GP24B型柴油机车，用来与GP24型柴油机车重联作为增力机车使用。SD24型柴油机车的主要用户包括圣塔菲铁路、联合太平洋铁路、南方铁路、芝加哥、伯靈頓和昆西鐵路等。SD24型柴油机车的后继产品是1964年推出的SD35型柴油机车。此外，易安迪公司在推出SD24型柴油机车之后，还在此基础上研制了四轴版本的GP20型柴油机车（2000马力），以及采用机械增压器的SD18型柴油机车（1800马力）。